# Rudolf Virchow
Rudolf Virchow (Schivelbein, Pomeránia, 1821. október 13. – Berlin, 1902. szeptember 5.) német orvos, egyetemi tanár, politikus, az MTA kültagja.

## Életpályája
Orvosi tanulmányait Berlinben végezte, alorvos, 1844-ben a Charitében Robert Froriep asszisztense, majd 1846-ban véglegesen utóda lett. 1848-ban az akkori kultuszminiszter megbízásából Felső-Sziléziában tanulmányozta az ott dühöngő tífuszjárványt, amelyről kimerítő tudósításokat írt. Reformjavaslataival a kormánynak kényelmetlen lett, ezért állásától megfosztották. Azután Würzburgba ment mint a kórbonctan rendes tanára, de már 1856-ban visszatért Berlinbe mint a kórbonctan, az általános kór- és gyógyítástan tanára és az új kórtani intézet igazgatója. Würzburgban tagja volt a Verhandlungen der phisical-med. Gesellschaft orvosi folyóirat szerkesztőségének, ezenkívül szerkesztette a Handbuch der spec. Path. u. Therapie-t is. 1859-ben a norvég kormány megbízásából a leprát tanulmányozta Norvégia nyugati tengerpartján, 1861-től a berlini városi tanács, 1862-től a porosz képviselőház, 1880-tól pedig a német birodalmi gyűlésnek is tagja volt. A Magyar Tudományos Akadémia 1873-ban kültagjává választotta. A közegészségügy terén sok áldásos intézménynek volt részint megalapítója, részben támogatója. Kutatásokat végzett az régészet terén is, ahol jelentős eredményeket mutatott fel.
Megdöntötte Rokitansky Krasenlehre címen ismeretes elméletét a betegségek okairól, úgyszintén Cruveilhier nézetét a flebitiszről (felületi visszérgyulladás), alapvető megállapításokat tett a leukémiáról, trombózisról, embóliáról és fertőzésről; elsőként figyelte meg az emberi sejtek összehúzódási képességét, ő fedezte fel az agybeli véredények hüvelyét. Bizonyította, hogy a vörös vérfesték csak utólag kerül a már kész sejtbe, ő adta a szürke agyállomány új képződményeinek első világos képét; kimutatta, hogy trichinózus hús élvezete közvetlenül is fertőzhet; megállapította a különbséget a vérhas és enteritis diphteritica között. Nagyban hozzájárult a városok köztisztaságáról vallott nézetek helyes mederbe tereléséhez; felderítette a rachitisz és a kretenizmus okait; megtámadta Pettenkofer sok állítását és nézetét a kolerajárványra nézve stb. Cellulár-patológiája, amelyet ő biológiai alapelvnek tartott, általános elterjedésnek örvend és amellyel a patológia, szilárd alapját vetette meg, amelyet a kutatás újabb eredményei sem ingattak meg, sőt Rokitansky is a követője lett. 1897 novemberében tudományos tevékenysége ötvenéves jubileumát ünnepelte. 1902-ben hunyt el, Berlinben, nyolcvanéves korában.

## Főbb művei
- Die Cellularpathologie in ihrer Begründung auf physiol. und path. Gewebelehre (Berlin, 1858, 4. kiad. 1871, majd minden európai nyelvre lefordítva), egyszersmind első kötete a Vorlesungen über Pathologie c. művének, amelynek második, harmadik kötetét és negyedik kötetének első felét Die krankhaften Geschwülste című befejezetlen munkája alkotja (uo. 1863-67); [halott link]
- Tanulmány a trichinákról (uo., 1865, 3. kiadás, 1866); Az éhség-tífuszról (1866)
- A chlorosisról és a vele összefüggő a véredényekben előforduló rendellenességekről, főleg az endocarditis puerperalisról (a berlini szülésztársulatban tartott előadás, uo., 1872)
- Boncolási technika (1876), 2. kiadás, 1883
- A tudomány szabadsága a modern államban című művét Bakody Árpád fordította magyarra (Budapest, 1878)
- Számos cikke jelent meg a különböző orvosi szakfolyóiratokban.